# À l'ouest de Pluton
Pour plus de détails, voir Fiche technique et Distribution.
À l'ouest de Pluton est un film québécois réalisé par Henry Bernadet et Myriam Verreault sorti le 24 octobre 2008. Le film montre la vie au quotidien de jeunes banlieusards québécois de 15-16 ans.

## Synopsis
Le film présente une journée complète dans la vie d'adolescents québécois. Du réveil en passant par l'école jusqu'à un open house, le film fait entrer le spectateur dans la peau des différents personnages en présentant une sélection de scènes typiques de la vie adolescente au Québec. On voit ainsi les adolescents faire des présentations orales en classe, fumer de la drogue, discuter de questions existentielles, tenter de sortir de la bière avant l'âge légal, critiquer l'uniformité sociale, faire la fête, faire l'amour, etc.

## Fiche technique
- Titre original : À l'ouest de Pluton
- Réalisation : Henry Bernadet et Myriam Verreault
- Scénario : Henry Bernadet et Myriam Verreault
- Musique : Josué Beaucage, Mathieu Campagna, Louis Dugal et Philip Larouche
- Direction artistique : Louis Blackburn, Émily Bélanger, Henry Bernadet et Myriam Verreault
- Maquillage : Laurent Canniccioni
- Photographie : Patrick Faucher
- Son : Mathieu Campagna, Pierre Rousseau
- Montage : Myriam Verreault
- Production : Henry Bernadet, Myriam Verreault et Virginie Barret
- Société de production : Vostok Films
- Société de distribution : Les Films Séville
- Budget de tournage : 10 000 dollars[1]
- budget final: 630 000$
- Pays de production :  Canada
- Langue originale : français
- Format de tournage: Mini-DV
- Format de sortie : couleur — 35 mm — format d'image : 1,85:1 — son Dolby numérique
- Genre : film de mœurs
- Durée : 95 minutes
- Dates de sortie :
  - Canada : 24 octobre 2008 (Festival du nouveau cinéma de Montréal)
  - Canada : 24 octobre 2008 (sortie en salle au Québec)
  - Canada : 24 février 2009 (DVD)
  - États-Unis : juin 2009 (Festival du film de Los Angeles)

## Distribution
- Alexis Drolet : Jérôme
- David Bouchard : Pierre-Olivier
- Anne-Sophie Tremblay Lamontagne : Kim
- Yoann Linteau : Benoît « Paluche »
- Sandra Jacques : Émilie Bégin
- Micaël Minguy-Bédard : Nicolas
- Yann Bernard : Kevin
- Marc-Alexandre Paradis : Steve Labbé
- Denis Marchand : Gaetan
- Thomas Gionet-Lavigne : le frère d'Émilie
- Caroline Beauséjour : Isa
- Frédérique Boivin-Lafrance : Nath
- Cynthia Paquet : Véro
- Marie-Pier B. Touzin : Jenn
- Lise Castonguay : mère de Benoît
- Sylvain Brosseau : Mario le pusher
- Virginie Leblanc : Magalie
- Marie Frédérique Auger : serveuse de Chez Gilles Patate
- Mélanie Bouchard-Rochette : sœur de Jérôme
- Odette Lampron : mère d'Émilie Bégin
- Mario Gagnon : père d'Émilie Bégin
- Réal Rochette : père de Jérôme
- Lina Bouchard : mère de Jérôme
- Alexandro Rizzo : ami de Paluche
- Roger Miville-Deschesnes : client du dépanneur
- Martin Roy : commis du dépanneur
- Marie-Sophie Vaillancourt : mère de Pierre-Olivier
- Victor Doyon-Allard : petit garçon au styro-mousse
- Mia Piché : petite fille au carrosse
- Mathieu St-Pierre : garçon dans le divan
- Luc Archambault : médecin

## Analyse
Les points de vue atypiques des adolescents sur des sujets de discussion universels et leur manière de l'exprimer créent plusieurs moments humoristiques durant le film.

## Festivals
- Festival du Nouveau Cinéma de Montréal, octobre 2008.
- Festival International de Rouyn-Noranda, octobre 2008.
- Festival International de Baie-Comeau, janvier 2009.
- Festival International de Sept-Iles, février 2009.
- Festival international du film de Rotterdam, Janvier 2009.
- Bermuda International Film Festival, Mars 2009. Prix spécial du Jury
- New York Children’s Film Festival, USA, Mars 2009.
- Buenos Aires Independent International Film Festival, Argentine, Mars 2009.
- Seattle International Film Festival, USA, Mai 2009.
- Zlin IFF, République Tchèque, Juin 2009.
- Connecticut Film Festival, USA, Juin 2009.
- Los Angeles Film Festival, USA, Juin 2009.
- Festival de Munich, Allemagne, juillet 2009.
- Film Flead Galway, Ireland, juillet 2009.
- Durban Film Festival, Afrique du Sud, Août 2009.
- FESTROIA, Setubal Film Festival  Portugal, septembre 2009 Mention spéciale du Jury
- ABYCINE Festival Internacional de Cine de Albacete,  Espagne, Septembre 2009 Premier prix
- Festival international du film de Flandre-Gand, Gand Belgique, Octobre 2009 Mention spéciale du Jury
- Festival international du film francophone de Namur, Belgique, Octobre 2009
- Festival International du Premier Film d'Annonay, France, Mars 2010, Mention spéciale du Jury et Prix de la meilleure musique